# Dominique Rollin
Dominique Rollin (* 29. Oktober 1982 in Boucherville) ist ein ehemaliger kanadischer Radrennfahrer.

## Sportliche Laufbahn
Dominique Rollin begann seine Karriere 2001 bei dem Radsportteam Sympatico. 2003 und 2004 wurde er kanadischer Straßenmeister der U23, 2006 kanadischer Meister der Elite. 2009 startete Rollin erstmals bei einer Grand Tour, der Vuelta a España. Beim Giro 2012 wurde er disqualifiziert, weil er sich von einem Begleitwagen hatte ziehen lassen.
2013 erklärte Rollin seinen Rücktritt vom Radsport, da er für 2014 keinen neuen Rennstall gefunden hatte, kam aber für ein Jahr zurück, als er für 2015 einen Vertrag bei Cofidis erhielt. Im Januar 2016 erklärte er seinen endgültigen Rücktritt.

## Erfolge
2003
- Kanadischer Meister (U23) – Straßenrennen

2004
- Kanadischer Meister (U23) – Straßenrennen

2005
- eine Etappe Tour de Beauce

2006
- eine Etappe Tour de Gironde
- Kanadischer Meister – Straßenrennen

2007
- drei Etappen FBD Insurance Rás

2008
- eine Etappe Kalifornien-Rundfahrt
- eine Etappe Tour of Southland

## Grand-Tour-Platzierungen
| Grand Tour            | 2009 | 2010 | 2011 | 2012 | 2013 | 2014 | 2015 |
| --------------------- | ---- | ---- | ---- | ---- | ---- | ---- | ---- |
| Giro d’ItaliaGiro     | –    | –    | –    | DSQ  | 75   | –    | –    |
| Tour de FranceTour    | –    | –    | –    | –    | –    | –    | –    |
| Vuelta a EspañaVuelta | DNF  | –    | –    | 153  | –    | –    | 116  |

## Teams
- 2001 Sympatico.ca
- 2002 Sympatico-Jet Fuel Coffee
- 2007 KodakGallery.com-Sierra Nevada
- 2008 Toyota-United
- 2009 Cervélo TestTeam
- 2010 Cervélo TestTeam
- 2011 FDJ
- 2012 FDJ-Big Mat
- 2013 FDJ.fr
- 2015 Cofidis, Solutions Crédits